# Colt Officer's ACP

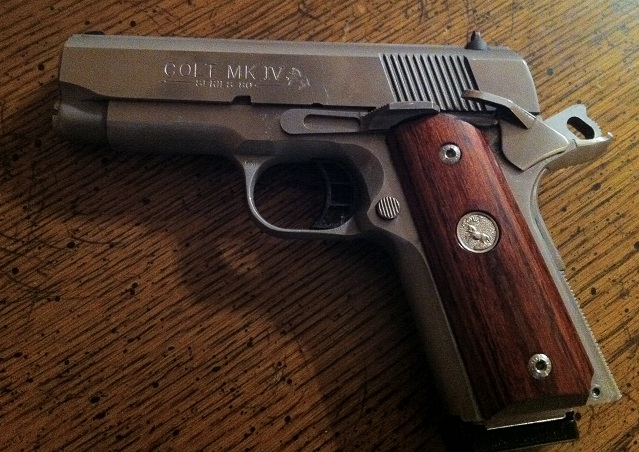
La version inox du Colt Officer's ACP

 Le Colt «Officer's ACP», produit  de 1985 à 1996, est une version très compacte du Colt M1911A1.

## Les différences
Ce pistolet est destiné à la défense personnelle. Non seulement le canon est réduit à 89 mm (3 1/2 pouces) et non 127 mm, mais la poignée est aussi plus petite, ne contenant plus que six cartouches au lieu de sept ou huit pour le modèle d'origine.

## Les Colt Officer's ACP et 1911 Compact
Doté d’une carcasse en acier (au carbone ou inox) et d’un chien à crête ronde percée, le Colt est vendu, entre 1993 et 1999, sous une forme plus économique appelée Colt M1991 Compact.
| Munition | Fonctionnement                                      | Longueur | Canon  | Masse à vide | Chargeur     |
| -------- | --------------------------------------------------- | -------- | ------ | ------------ | ------------ |
| .45 ACP  | Simple action, court recul du canon, culasse calée. | 18,4 cm  | 8,9 cm | 960 g        | 6 cartouches |

## Le Colt Officer's Ligtweight: la version allégée
Cette variante est munie d'une carcasse en alliage léger. La masse de l'arme vide diminue alors de 280 g (10 onces)
| Munition | Fonctionnement                                      | Longueur | Canon  | Masse à vide | Chargeur     |
| -------- | --------------------------------------------------- | -------- | ------ | ------------ | ------------ |
| .45 ACP  | Simple action, court recul du canon, culasse calée. | 18,4 cm  | 8,9 cm | 680 g        | 6 cartouches |

## La gamme des Colt 1911A1  compacts
Des versions encore plus compactes du Colt Officer's ACP ont été produites par la marque au poulain sous la forme des Colt Defender et Colt New Agent.

## Les clones américains et brésiliens
Ce petit PA Colt a inspiré de nombreux automatiques ultra-compacte dont les Auto-Ordnance ZG-51 Pitbull et le Ruger SR1911 Officer.

## Le Colt Colt Officer's ACP dans la fiction
Très présent dans la pop culture, ce mini-Colt .45 apparait notamment dans les mains du  Lt  Vincent Hanna (Al Pacino) dans Heat (1995) et de 	Calleigh Duquesne (Emily Procter) dans la saison 4 des Experts : Miami. le gamer peut enfin l'utiliser dans Fallout: New Vegas.

## Sources internet
- Fiche « Colt Officer's ACP Blue » sur le site encyclopedie-des-armes.com
- https://archive.wikiwix.com/cache/index2.php?url=https%3A%2F%2Fencyclopedie-des-armes.com%2Findex.php%2Farmes%2Fpistolets-modernes%2F382-colt-officers-acp-stainless#federation=archive.wikiwix.com&tab=url Fiche « Colt Officer's ACP Stainless » sur le site encyclopedie-des-armes.com].
- http://www.armements.net/pistolets.html Fiche « Colt Officer's Model » sur le site www.armements.net].